# Caudini
I Caudini erano una delle quattro tribù che costituivano il popolo dei Sanniti e che facevano parte della confederazione che andava sotto il nome di Lega sannitica. Fu la tribù che maggiormente risentì dell'influenza ellenica.

## Storia
Si trovavano ai confini della pianura campana (Monte Taburno e Monti Trebulani) nella valle dell'Isclero e lungo il fiume Volturno. Erano stanziati a ovest del territorio degli Irpini; i loro centri principali furono Caudium e Saticula, entrambi non localizzati con certezza.